# 음력 3월 1일
음력 3월 1일은 음력 3월의 첫 번째 날이다.

## 문화
- 1908년 -
  - 시흥역 (現 금천구청역) 개통.
  - 대한제국 표준시를 그리니치 천문대 기준 동경 127도 30분 자오선(UTC+08:30)에 준해 변경하여 시행.[1]
- 2007년 -
  - 대전 도시철도 1호선 정부청사 ~ 반석 구간 개통.
  - 대한민국 인천광역시가 2014년 아시안 게임 개최지로 선정됨.

## 탄생
- 1940년 - 대한민국의 야구인 김응용.
- 1960년 - 대한민국의 배구인 이정철.
- 1968년 - 대한민국의 야구인 염경엽.
- 1993년 - 대한민국의 배우 이현우.

## 사망
- 2023년 - 대한민국의 코미디언 서세원.

## 같이 보기
- 음력 360일: 1월 2월 3월 4월 5월 6월 7월 8월 9월 10월 11월 12월
- 전날:2월 30일 다음날:3월 2일 - 전달:2월 1일 다음달:4월 1일
- 양력:3월 1일
- 음력, 윤달

1. ↑  순종실록, 순종 2권, 1년(1908 무신 / 대한 융희(隆熙) 2년) 2월 7일(양력) 2번째기사